# Région de bien-être de Finlande-Propre
La région de bien-être de Finlande-Propre (en finnois : Varsinais-Suomen hyvinvointialue) est un organisme public indépendant des municipalités et de l'État chargé des services sociaux, de santé et de secours en Finlande-Propre.
C'est l'une des 23 régions de bien-être de Finlande.

## Municipalités
La région compte 27 municipalités, dont 11 villes.

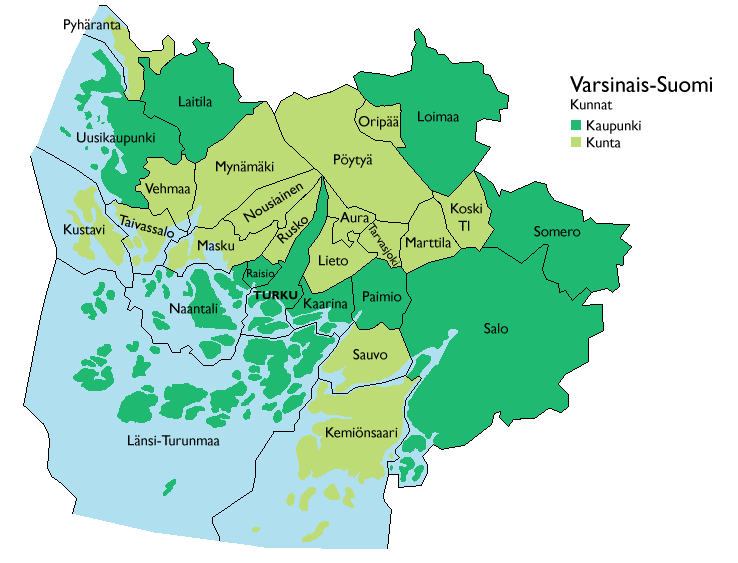
Municipalités de la région.

- Aura
- Kaarina
- Kemiönsaari
- Koski Tl
- Kustavi
- Laitila
- Lieto
- Loimaa
- Marttila
- Masku
- Mynämäki
- Naantali
- Nousiainen
- Oripää

- Paimio
- Parainen
- Pyhäranta
- Pöytyä
- Raisio
- Rusko
- Salo
- Sauvo
- Somero
- Taivassalo
- Turku
- Uusikaupunki
- Vehmaa

## Services
La responsabilité légale de l'organisation des services sociaux et de santé et de secours passera des municipalités à la région de bien-être de Finlande-Propre à partir du 1er janvier 2023.

### Soins de santé
Les municipalités font partie du district hospitalier de Finlande-Propre. 
La région est servie par le centre hospitalier universitaire de Turku.

### Opérations de secours
En termes d'opérations de secours d'urgence, les municipalités de la région de bien-être de Finlande-Propre dépendent soit du service de secours de Finlande-Propre.

## Politique et administration
Les élections régionales finlandaises de 2022 ont eu lieu le 23 janvier 2022 afin de désigner pour la première fois les 79 conseillers régionaux élus pour 3 ans pour administrer la région de services du bien-être de Finlande-Propre.
La répartition des voix et des sièges sont les suivantes :
| Parti   | Parti                           | Voix   | %    | Sièges |
| ------- | ------------------------------- | ------ | ---- | ------ |
|         | Parti social-démocrate          | 37 321 | 19,0 | 16     |
|         | Vrais Finlandais                | 19 777 | 10,1 | 8      |
|         | Parti de la coalition nationale | 46 297 | 23,6 | 18     |
|         | Parti du centre                 | 29 351 | 15,0 | 12     |
|         | Ligue verte                     | 17 997 | 9,2  | 7      |
|         | Alliance de gauche              | 24 318 | 12,4 | 10     |
|         | Parti populaire suédois         | 1 422  | 4,7  | 5      |
|         | Chrétiens-démocrates            | 5 063  | 2,6  | 2      |
|         | Mouvement maintenant            | 3 847  | 2,0  | 1      |
|         | Le pouvoir appartient au peuple | 2 255  | 1,1  | 0      |
| Sources |                                 |        |      |        |